# Tagonemertes tuba
Tagonemertes tuba är en djurart som tillhör fylumet slemmaskar, och som beskrevs av Corrêa 1957. Tagonemertes tuba ingår i släktet Tagonemertes och familjen Amphiporidae. Inga underarter finns listade i Catalogue of Life.